# Czerwone (obwód żytomierski)
Czerwone (ukr. Червоне) – osiedle typu miejskiego na Ukrainie w rejonie andruszowskim obwodu żytomierskiego.
Jednym z właścicieli klucza czerwońskiego był Adolf Norbert Erazm Grocholski (1797–1863)

## Pałac

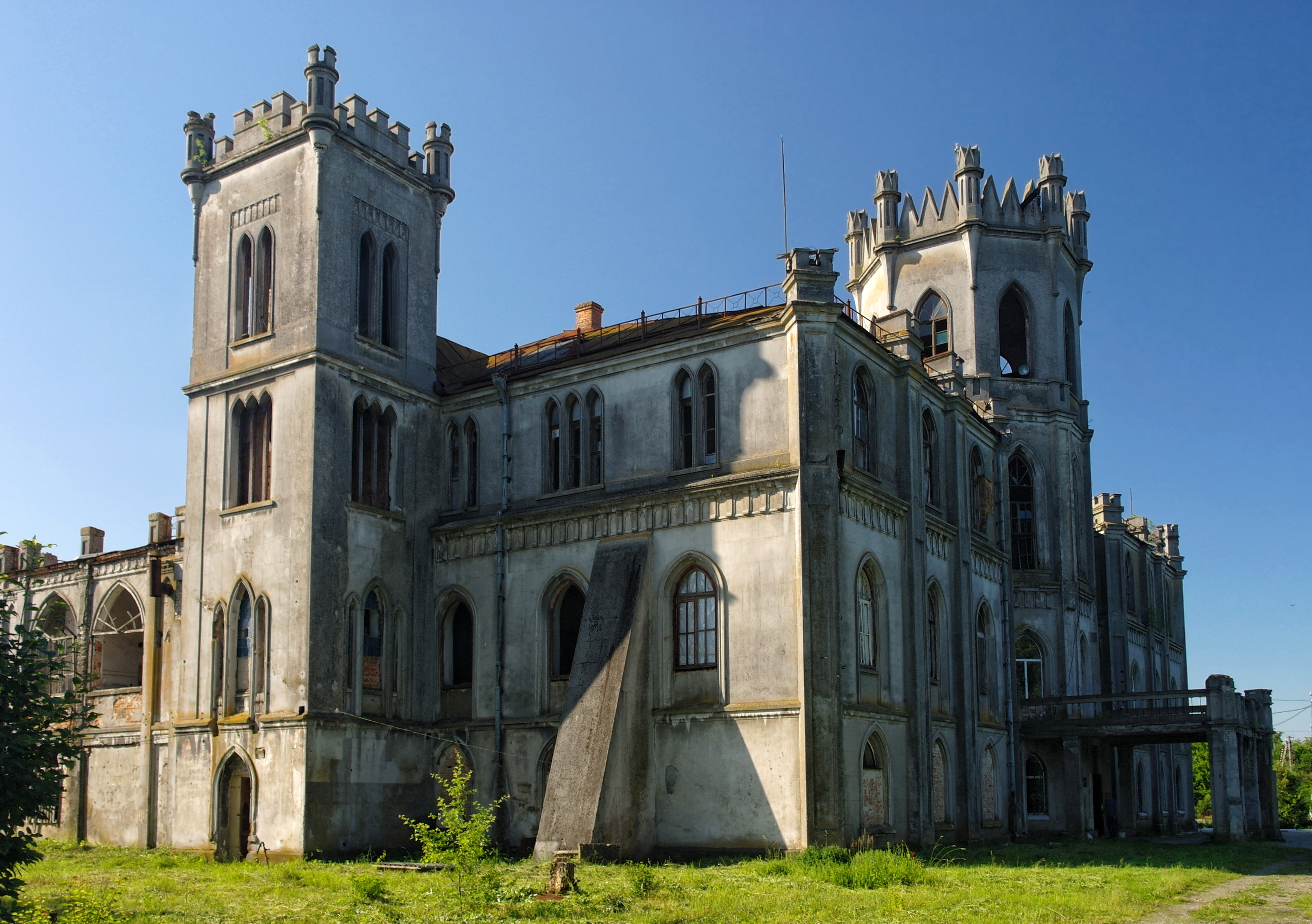
Pałac Tereszczenki

- dwupiętrowy pałac wybudowany w stylu neogotyku angielskiego z czterema trzypiętrowymi wieżami: sześcioboczną  od frontu,  czterobocznymi po bokach i sześcioboczną od grodu. Mury zakończone attyką[3].